# Rotterdamse Kunststichting
El Rotterdamse Kunststichting RKS (Rotterdam Arts Council) va ser una fundació independent per promoure l'art i la cultura a Rotterdam, activa entre 1945 i 2005. L'any 2005 la fundació es va fusionar amb el Consell d'Art i Cultura de Rotterdam, un òrgan assessor, mentre que la resta de tasques es van transferir al departament d'Art i Cultura del municipi de Rotterdam.
La fundació, finançada pel municipi, tenia un paper d'assessorament cap al municipi i les institucions artístiques locals, va donar subvencions a institucions i projectes i va desenvolupar iniciatives pròpies.
En els seus seixanta anys d'existència, la fundació va contribuir a la reconstrucció de la ciutat, va oferir una base per al Poetry International, el Festival Internacional de Cinema de Rotterdam, i va contribuir que Rotterdam es convertís en la Capital Europea de la Cultura l'any 2001